# Biollet
Biollet é uma comuna francesa na região administrativa de Auvérnia-Ródano-Alpes, no departamento Puy-de-Dôme. Estende-se por uma área de 23,5 km². Em 2010 a comuna tinha 334 habitantes (densidade: 14,2 hab./km²).